# Ібрагім Мункоро
Ібрагім Мункоро (фр. Ibrahim Mounkoro, нар. 23 лютого 1990, Бамако) — малійський футболіст, який грає на позиції воротаря у клубі з ДР Конго «ТП Мазембе» та національній збірній Малі.

## Клубна кар'єра
Ібрагім Мункоро народився в Бамако. Розпочав виступи на футбольних полях у 2008 році в малійському клубі «Корофіна», в якому грав до 2011 року. На початку сезону 2011—2012 років Мункоро став гравцем клубу «Стад Мальєн», у якому за три сезони виступів двічі ставав чемпіоном Малі та раз став володарем Кубка Малі. У 2014 році став гравцем команди ДР Конго «ТП Мазембе». У складі клубу з Лубумбаші чотири рази ставав чемпіоном ДР Конго.

## Виступи за збірну
У 2019 році Ібрагім Мункоро дебютував у складі національної збірної Малі в товариському матчі зі збірною Алжиру. Знаходився у складі збірної на Кубку африканських націй 2019 року, проте на поле не виходив. Другий матч у складі збірної зіграв у рамках відбіркового турніру до Кубка африканських націй 2021 року проти збірної Намібії. Загалом на червень 2023 року зіграв у складі збірної 14 матчів.